# España en el Festival de la Canción de Eurovisión 2017
España participó en el Festival de la Canción de Eurovisión 2017. La cadena pública Televisión Española (TVE) organizó la final nacional Objetivo Eurovisión 2017 para seleccionar a la persona encargada de representar al país en el eurofestival que tendrá lugar en la ciudad de Kiev (Ucrania). Finalmente, se eligió a Manel Navarro con su tema Do it for your lover para representar a España en Eurovisión.

## España en el Festival
España participa interrumpidamente desde su debut en el Festival de la Canción de Eurovisión desde 1961. En esa primera participación, quedó en novena posición con la canción Estando contigo de Conchita Bautista. Desde 1999, España forma parte del llamado «Big Four», junto a Alemania, Francia y Reino Unido; ampliado con Italia en 2011, y denominado «Big Five». Dicho grupo de países pasa directamente a la final, sin tener que participar en las dos semifinales.
España ha ganado dos veces el Festival. La primera, en Londres 1968, con la canción La, la, la, interpretada por Massiel, y la segunda en el año siguiente, con Salomé interpretando Vivo cantando.
España ha participado en el concurso en 55 ocasiones, ganando en dos de ellas y quedando en otras 28 ocasiones entre los diez primeros: en 1961, de 1966 al 1975, de 1977 a 1979, 1982, 1984, 1986, de 1989 al 1991 , 1995, 1997, de 2001 al 2004, 2012 y 2014. Asimismo, no ha obtenido punto alguno en tres ocasiones: en 1962 y 1965 —con un sistema diferente de votación—, y en 1983, siempre empatando con otros países. En el siglo XXI, el mejor resultado de España en Eurovisión ha sido un sexto puesto en 2001, con David Civera y el tema Dile que la quiero en Copenhague. En los años recientes, España ha quedado siempre en la mitad baja de la clasificación con las excepciones de 2012, cuando Pastora Soler devolvió al país de nuevo al top 10 con su tema Quédate Conmigo; y en 2014, cuando el tema Dancing in the Rain de Ruth Lorenzo consiguió una décima posición —empatando a puntos con Dinamarca en la novena—.

## Objetivo Eurovisión 2017
Objetivo Eurovisión 2017 es el nombre de la competición que se usó como preselección del representante de España para el Festival de Eurovisión 2017. Llevó a cabo su final en Madrid el 11 de febrero de 2017. Uno de los artistas de esta final nacional fue elegido en una ronda de preselección llamada Eurocasting. El resto de participantes de la final nacional fueron invitados a competir por RTVE elegidos de entre artistas profesionales y establecidos.

### Selección del artistaEurocasting
Uno de los participantes en la final nacional fue elegido a través de la ronda eliminatoria Eurocasting. Un período de presentación de las canciones se abrió desde el 27 de octubre hasta el 27 de noviembre de 2016. Al cierre de este período, 392 canciones fueron recibidas. Profesionales de RTVE evaluaron las entradas recibidas y seleccionaron 30 para pasar a la fase de voto por Internet. Las 30 entradas seleccionadas fueron reveladas en la página web de RTVE el 1 de diciembre, incluyendo canciones de Javi Soleil, representante de España en el Festival de la Canción de Eurovisión 2007 siendo parte del grupo D'Nash, y Brequette, segunda en la final nacional de 2014. Los usuarios de Internet tenían entre el 2 y el 12 de diciembre para votar por sus 10 entradas favoritas. Las 10 canciones con mayor cantidad de votos pasan a la siguiente fase, donde un jurado experto las valorará. El jurado eligió entonces tres canciones para competir en un show en streaming especial que se llevó a cabo en la página web de RTVE en directo en enero de 2017. El ganador fue elegido por el público.
.

### Primera fase
La fase de votación se llevó a cabo desde el 2 hasta el 12 de diciembre de 2016. Se recogieron votos de 55.264 usuarios. Las diez entradas que recibieron la mayor cantidad de votos y que por tanto pasaron la siguiente fase fueron anunciadas el 15 de diciembre de 2016 durante el programa de Eurovisión en streaming de RTVE Spain Calling, a través de Irene Mahía y Paloma G. Quirós.
| Entradas del Eurocasting (Voto por Internet) | Entradas del Eurocasting (Voto por Internet)          | Entradas del Eurocasting (Voto por Internet)                           | Entradas del Eurocasting (Voto por Internet) | Entradas del Eurocasting (Voto por Internet) |
| Artista                                      | Canción                                               | Compositor(es)                                                         | Idioma                                       | Resultado                                    |
| -------------------------------------------- | ----------------------------------------------------- | ---------------------------------------------------------------------- | -------------------------------------------- | -------------------------------------------- |
| Alicia Nurho Band                            | "Under the light" (Bajo la luz)                       | Alicia García Garcés                                                   | Inglés                                       | Eliminada                                    |
| Brequette                                    | "No Enemy" (No [hay] enemigo)                         | Brequette Shana, Bárbara Reyzábal, Rubén Villanueva                    | Inglés                                       | Avanza                                       |
| Dani J                                       | "Sin ti"                                              | D. Retamosa, D. Carmona                                                | Castellano                                   | Eliminada                                    |
| E-Twins                                      | "Chica del vestido rojo"                              | David & Víctor Espinosa García                                         | Castellano                                   | Eliminada                                    |
| Fruela                                       | "Live it up" (Vive el momento)                        | Ander Pérez, Javi Reina, Albert Rousseau, Jeremy Warder, Fruela Fuente | Inglés                                       | Avanza                                       |
| Íñigo                                        | "Hoy es por mí"                                       | Íñigo Etayo, Tomás Virgós                                              | Castellano                                   | Eliminada                                    |
| Ivet Vidal                                   | "Do you want me" (¿Me quieres?)                       | Ivet Vidal, Melissa Erpen, Christian Gulino, Igor Fejzula              | Inglés                                       | Eliminada                                    |
| Javián                                       | "No somos héroes"                                     | Javián, José Abraham, Juanma Leal                                      | Castellano                                   | Avanza                                       |
| LeKlein                                      | "Ouch!!"                                              | David Ascanio, Vanesa Cortes, Albert Neve, Abel Ramos                  | Inglés                                       | Avanza                                       |
| Milena Brody                                 | "Momento"                                             | Milena Brody                                                           | Castellano                                   | Eliminada                                    |
| Nieves Hidalgo                               | "Esclava"                                             | Rafael Artesero                                                        | Castellano                                   | Avanza                                       |
| Padre Damián                                 | "Thousand Suns" (Mil soles)                           | Andreas Öhrn, Sebastian Thoth                                          | Inglés                                       | Eliminada                                    |
| Pedro Elipe                                  | "Del dolor"                                           | Pedro Elipe                                                            | Castellano                                   | Avanza                                       |
| Romy Low                                     | "In Love" (Enamorada)                                 | Romy Low, Xasqui Ten                                                   | Inglés                                       | Avanza                                       |
| Stvrkid ft. Silence of the Wolves            | "Sparkling Lights" (Luces brillantes)                 | Jose Coll, Angela Carpio, Julio Marqués Emés                           | Inglés                                       | Eliminada                                    |
| Ander & Rossi                                | "Ahora soy yo"                                        | Andersón José Peña, Rosendo Sánchez                                    | Castellano                                   | Eliminada                                    |
| Carmel                                       | "Waiting for a better end" (Esperando un final mejor) | Carmen Senra, Roel García Serrano                                      | Inglés                                       | Eliminada                                    |
| Detergente Líquido                           | "131 bpm"                                             | Alberto Rodway Chamorro                                                | Inglés                                       | Eliminada                                    |
| Ektor Pan                                    | "Perfect Storm" (Tormenta perfecta)                   | Héctor Panedas, Florin Boncutiu                                        | Inglés, castellano                           | Eliminada                                    |
| Gio                                          | "Vuelve a mí"                                         | Sergio Bermejo Romero                                                  | Castellano                                   | Eliminada                                    |
| Iranzo Iranzinix                             | "Bye te digo"                                         | Iranzo Iranzinix                                                       | Castellano, inglés                           | Eliminada                                    |
| Javi Soleil                                  | "Alas mojadas"                                        | Javi Soleil, Juan Guevara                                              | Castellano                                   | Eliminada                                    |
| Jon Josdi                                    | "Dónde estabas tú"                                    | Jon Josdi                                                              | Castellano                                   | Eliminada                                    |
| Lem Baquero                                  | "Hard to love you" (Difícil amarte)                   | Jake Boncuitiu                                                         | Inglés                                       | Eliminada                                    |
| Nicky Triphook                               | "Daddy's Little Girl" (Pequeña niña de papá)          | Nicolás González Triphook                                              | Inglés                                       | Avanza                                       |
| Nito                                         | "Luna"                                                | Nito Música, Chus Santana                                              | Castellano                                   | Avanza                                       |
| Paradise Phantoms                            | "Madrifornia"                                         | Marcos Miranda                                                         | Castellano                                   | Eliminada                                    |
| Rebeca Moss                                  | "Volveré por ti"                                      | Rebeca Moss, Luis Rodríguez                                            | Castellano                                   | Avanza                                       |
| Shannel                                      | "Bailando"                                            | David Villas                                                           | Castellano                                   | Eliminada                                    |
| Wildback                                     | "Noches de verano"                                    | Wildback                                                               | Castellano                                   | Eliminada                                    |

### Segunda fase
Un jurado profesional liderado por el cantante y productor Juan Magán valorará las diez canciones y elegirá tres de ellas que pasarán a la final del Eurocasting. Las tres canciones finalistas se anunciarán el 20 de diciembre durante la emisión de Spain Calling, en directo en la página web de RTVE.
El jurado estuvo integrado por: 
- Juan Magán (presidente): productor, autor y cantante.
- Pascual Osa: compositor y director de orquesta.
- Guille Milkyway: productor, autor, cantante, líder de La Casa Azul.
- Sheila Blanco: cantante, autora y profesora de técnica vocal.
- Pepe Herrero: compositor y director de orquesta.
- Sebastian Alonso: director de Jenesaispop.
- David Feito: cantante, autor y productor, miembro de El Sueño de Morfeo, representantes de España en Eurovisión 2013.

Todos ellos emitían sus votaciones de manera individual, valorando sus tres propuestas favoritas con 3, 2 y 1 punto.
| Canciones del Eurocasting (Jurado profesional) | Canciones del Eurocasting (Jurado profesional) | Canciones del Eurocasting (Jurado profesional) | Canciones del Eurocasting (Jurado profesional) | Canciones del Eurocasting (Jurado profesional) | Canciones del Eurocasting (Jurado profesional) | Canciones del Eurocasting (Jurado profesional) | Canciones del Eurocasting (Jurado profesional) | Canciones del Eurocasting (Jurado profesional) | Canciones del Eurocasting (Jurado profesional) | Canciones del Eurocasting (Jurado profesional) |
| Artista                                        | Canción                                        | Jurado 1                                       | Jurado 2                                       | Jurado 3                                       | Jurado 4                                       | Jurado 5                                       | Jurado 6                                       | Jurado 7                                       | Puntuación                                     | Posición                                       |
| ---------------------------------------------- | ---------------------------------------------- | ---------------------------------------------- | ---------------------------------------------- | ---------------------------------------------- | ---------------------------------------------- | ---------------------------------------------- | ---------------------------------------------- | ---------------------------------------------- | ---------------------------------------------- | ---------------------------------------------- |
| Brequette Cassie                               | "No Enemy"                                     | 2                                              | 1                                              | 1                                              | 2                                              |                                                |                                                |                                                | 6                                              | 4=                                             |
| Fruela Fuente                                  | "Live it up"                                   | 3                                              | 2                                              |                                                | 3                                              |                                                |                                                |                                                | 8                                              | 2                                              |
| Javián Antón                                   | "No somos héroes"                              |                                                |                                                | 3                                              | 1                                              |                                                |                                                | 3                                              | 7                                              | 3                                              |
| Leklein                                        | "Ouch!!"                                       | 1                                              | 3                                              |                                                |                                                | 2                                              | 3                                              |                                                | 9                                              | 1                                              |
| Nieves Hidalgo                                 | "Esclava"                                      |                                                |                                                | 2                                              |                                                |                                                |                                                |                                                | 2                                              | 6=                                             |
| Pedro Elipe                                    | "Del dolor"                                    |                                                |                                                |                                                |                                                |                                                |                                                | 2                                              | 2                                              | 6=                                             |
| Romy Low                                       | "In Love"                                      |                                                |                                                |                                                |                                                | 1                                              |                                                |                                                | 1                                              | 8=                                             |
| Nicky Triphook                                 | "Daddy's Little Girl"                          |                                                |                                                |                                                |                                                | 3                                              | 2                                              | 1                                              | 6                                              | 4=                                             |
| Nito                                           | "Luna"                                         |                                                |                                                |                                                |                                                |                                                |                                                |                                                | 0                                              | 10                                             |
| Rebeca Moss                                    | "Volveré por ti"                               |                                                |                                                |                                                |                                                |                                                | 1                                              |                                                | 1                                              | 8=                                             |

### Final Eurocasting
La final del Eurocasting se llevó a cabo en la Ciudad de la Imagen en Pozuelo de Alarcón, Comunidad de Madrid el 12 de enero de 2017, presentado por Irene Mahía y Paloma G. Quirós y emitido en directo en la página web de RTVE. La ganadora, LeKlein, fue elegido solamente por voto público a través de la aplicación oficial de Eurovisión de RTVE y la página web. Los cinco artistas elegidos internamente por RTVE para la final nacional fueron revelados durante la emisión. Además, YouTuber David Rees realizó un mashup de entradas españolas en Eurovisión y representantes de España en 1990 Azúcar Moreno cantaron su canción "Bandido".
| 1 | Javián Antón  | "No somos héroes" | 21.7% | 2 |
| 2 | Fruela Fuente | "Live It Up"      | 15.0% | 3 |
| 3 | LeKlein       | "Ouch!!"          | 63.3% | 1 |

## Final nacional
La final nacional será televisada en febrero y tendrá lugar en Madrid.
Ese artista y su canción se unirá a los artistas preseleccionados internamente (“jóvenes artistas”, apunta literalmente la web de Radio Televisión Española) que competirán por representar a España en la 62.ª edición del Festival de Eurovisión. El 10 de febrero se reveló la composición del jurado profesional, cuyos votos valdrán un 50% del resultado final, compuesto por Javier Cárdenas, Virginia Díaz y Xavi Martínez.
Todos ellos competirán en ‘Objetivo Eurovisión’, un programa especial que emitirá La 1 durante el mes de febrero (se intuye que, como siempre, en horario de máxima audiencia) y en el que un “jurado independiente” y el público decidirán, con sus votos, quién será el representante español que viaje a Kiev. Su misión es difícil: ganar Eurovisión 2017, o por lo menos quedar entre lo 10 primeros de la final de Eurovisión 2017.
| Orden | Artista         | Canción                            | Compositor(es)                                        | Jurado (50%) | Televoto (50%) | Resultado |
| ----- | --------------- | ---------------------------------- | ----------------------------------------------------- | ------------ | -------------- | --------- |
| 5     | Mario Jefferson | "Spin My Head / Pierdo El Control" | Chris Wahle                                           | 25           | 15             | 40        |
| 6     | Maika Barbero   | "Momento crítico"                  | Rafael Artesero, José Juan Santana, Maika Barbero     | 20           | 21             | 41        |
| 2     | Mirela          | "Contigo"                          | Tony Sánchez-Ohlsson, Isaac Luke, Ander Pérez         | 22           | 36             | 58        |
| 1     | Manel Navarro   | "Do It for Your Lover"             | Manel Navarro                                         | 34           | 24             | 58        |
| 3     | Paula Rojo      | "Lo que nunca fue"                 | Paula Rojo, Álvaro Bárcena                            | 21           | 18             | 39        |
| 4     | LeKlein         | "Ouch!!"                           | David Ascanio, Vanesa Cortés, Albert Neve, Abel Ramos | 22           | 30             | 52        |

Al haber empate en la primera posición entre Mirela y Manel Navarro, le tocó al jurado decidir. Por dos votos a uno, se eligió a Manel como representante, ante las críticas y abucheos del público presente. Apenas se supo el resultado, por las redes sociales se desató descontento enorme, un aluvión de críticas al ganador y a la producción de la gala, además alegatos de fraude en las votaciones para favorecer a Manel, ya que uno de los jurados ha promovido su candidatura en su programa de radio y es su amigo personal. 
| 1 | Manel Navarro   | "Do It for Your Lover" | 12 | 10 | 12 | 34 |
| 2 | LeKlein         | "Ouch!!"               | 7  | 7  | 8  | 22 |
| 3 | Paula Rojo      | "Lo que nunca fue"     | 8  | 6  | 7  | 21 |
| 4 | Mario Jefferson | "Spin My Head"         | 10 | 5  | 10 | 25 |
| 5 | Maika           | "Momento crítico"      | 6  | 8  | 6  | 20 |
| 6 | Mirela          | "Contigo"              | 5  | 12 | 5  | 22 |